# Cnephasia disparana
Cnephasia disparana es una especie de polilla perteneciente al género Cnephasia, categorizada en la tribu Cnephasiini, de la subfamilia Tortricinae.

## Distribución
Se distribuye por Kazajistán.

## Taxonomía
Fue descrita por Kuznetsov en 1962 y publicada por primera vez en (Cnephasia), Trud. Inst. Zool. Alma Ata 18: 81.